# Еквівалентна ширина

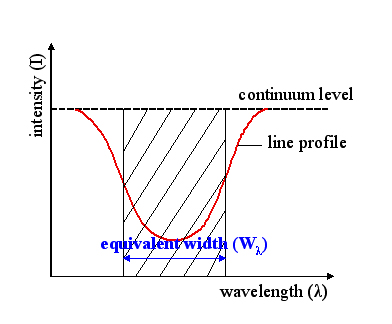
Діаграма, що показує лінії поглинання (червоним) і її еквівалентну ширину (синім)

Еквівалентна ширина (англ. Equivalent width) — міра інтенсивності спектральної лінії, широко використовувана в астрономії. Вона визначається з графіку залежності інтенсивності від довжини хвилі шляхом формування прямокутника з висотою, рівній висоті безперервного випромінювання, а ширина обрана такою, що площа прямокутника дорівнює площі спектральної лінії.

## Визначення
Формально еквівалентна ширина задається рівнянням:
{\displaystyle W_{\lambda }=\int (1-F_{\lambda }/F_{0})d\lambda },
де {\displaystyle F_{\lambda }} представляє інтенсивність по всьому цікавому для нас діапазону довжин хвиль, а {\displaystyle F_{0}} дає інтенсивність континууму з обох боків від спектральної лінії. Тоді {\displaystyle W_{\lambda }} представляє ширину гіпотетичної лінії, яка падає до нульової інтенсивності і має той самий інтегрований дефіцит потоку з континууму, що й істинна спектральна лінія. Це рівняння може бути застосоване як до випромінювання, так і до поглинання, але стосовно випромінювання значення {\displaystyle W_{\lambda }} є від'ємним, тому використовується абсолютне значення.

## Застосування
Еквівалентна ширина використовується як кількісна міра сили спектральних характеристик. Еквівалентна ширина є зручним вибором, оскільки форми спектральних характеристик можуть змінюватись в залежності від конфігурації системи, яка створює лінії, а еквівалентна ширина при цьому зберігається. Наприклад, лінія може відчувати доплерівське розширення через рухи газу, що випускає фотони. Фотони буде зміщено від центру лінії, що робить висоту емісійної лінії поганим показником її загальної сили. З іншого боку, еквівалентна ширина вимірює частку енергії, видаленої лінією зі спектру, незалежно від розширення, властивого самій лінії або накладеного детектором з поганою роздільною здатністю. Таким чином, еквівалентна ширина може в багатьох умовах привести до вимірювання кількості поглинаючих або випромінюючих атомів.
Наприклад, вимірювання еквівалентної ширини альфа-переходу Бальмера у зорях типу T Тельця використовуються для класифікації окремих зір типу T Тільця як класичних, так і зі слабкими лінями. Крім того, еквівалентна ширина використовується при вивченні зореутворення в альфа-Лайман галактиках, оскільки еквівалентна ширина лінії альфа-Лайман пов'язана зі швидкістю зореутворення в галактиці. Еквівалентна ширина також використовується в багатьох інших ситуаціях, коли потрібне кількісне порівняння між силами ліній.